# Monywa
Monywa è una città della Birmania situata nella regione di Sagaing circa 136 km a nord-ovest di Mandalay, sulla riva orientale del fiume Chindwin.

## Monumenti e luoghi di interesse
La principale attrattiva turistica è il grande tempio buddista della Pagoda di Thanboddhay situato poco a sud-est del centro abitato. Si dice contenga più di 500.000 immagini di Buddha. Il complesso fu costruito tra il 1939 e il 1951.
Circa 5 km a est della pagoda si trova il complesso buddista di Maha Bodhi Tahtaung all'interno del quale si trova Laykyun Setkyar, una grande statua di Buddha inaugurata nel 2008 che con i suoi 115,82 metri (129,23 metri con la base) è la terza statua più alta del mondo. Nel complesso si trova anche una statua di Buddha adagiato su un fianco lunga 95 metri. Del complesso fa parte anche la pagoda di Aung Setkyar.
25 km a ovest di Monywa si trova il complesso di grotte Phowintaung.

## Economia
Monywa è il porto principale sul fiume Chindwin, il terzo fiume più lungo del paese e affluente dello Irrawaddy. 
La città in passato aveva un ruolo importante nei traffici commerciali con l'India settentrionale, in tempi più recenti l'attività principale è il commercio del prodotti agricoli coltivati nella fertile piana di Saigaing.

## Galleria d'immagini

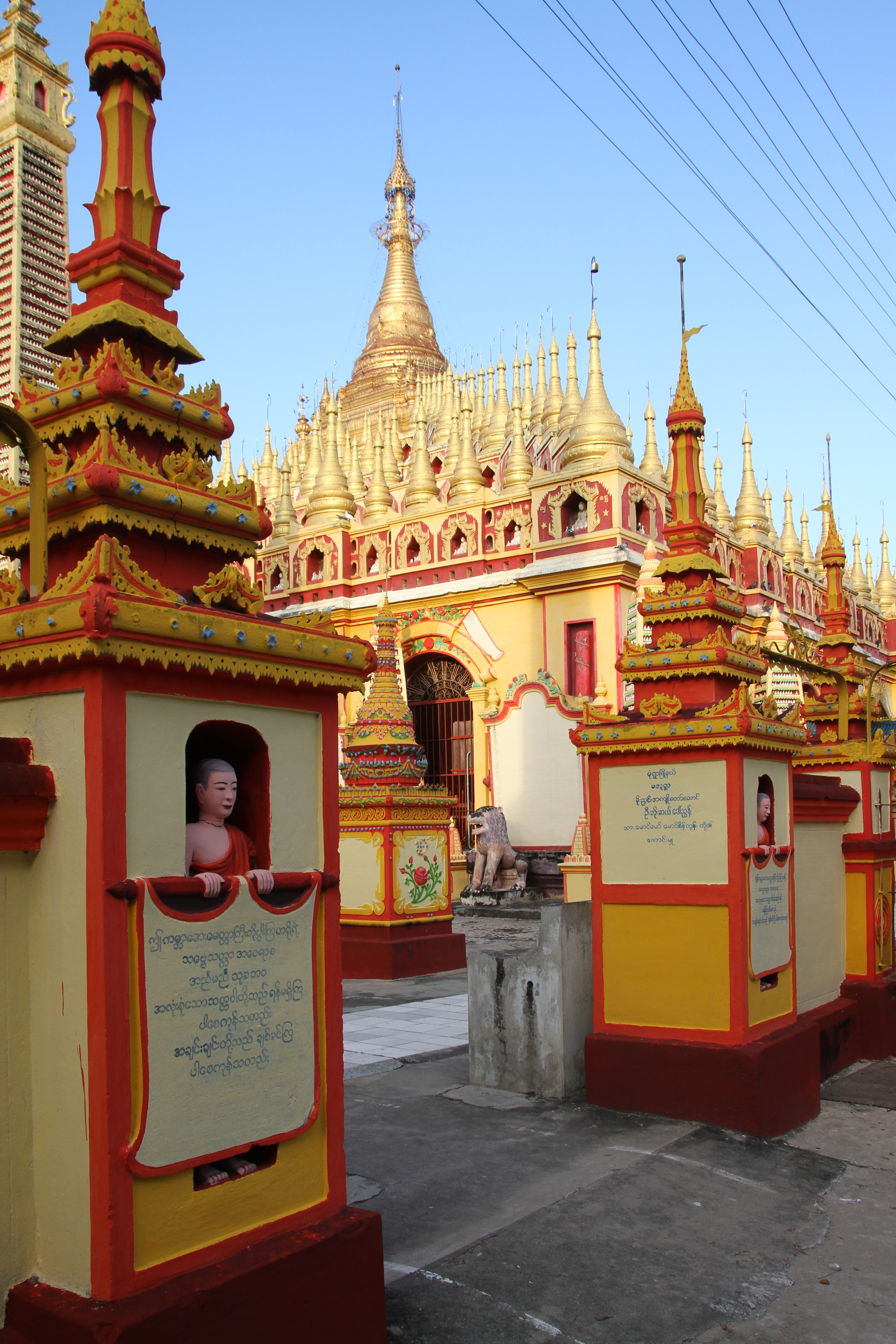
Thanboddhay pagoda
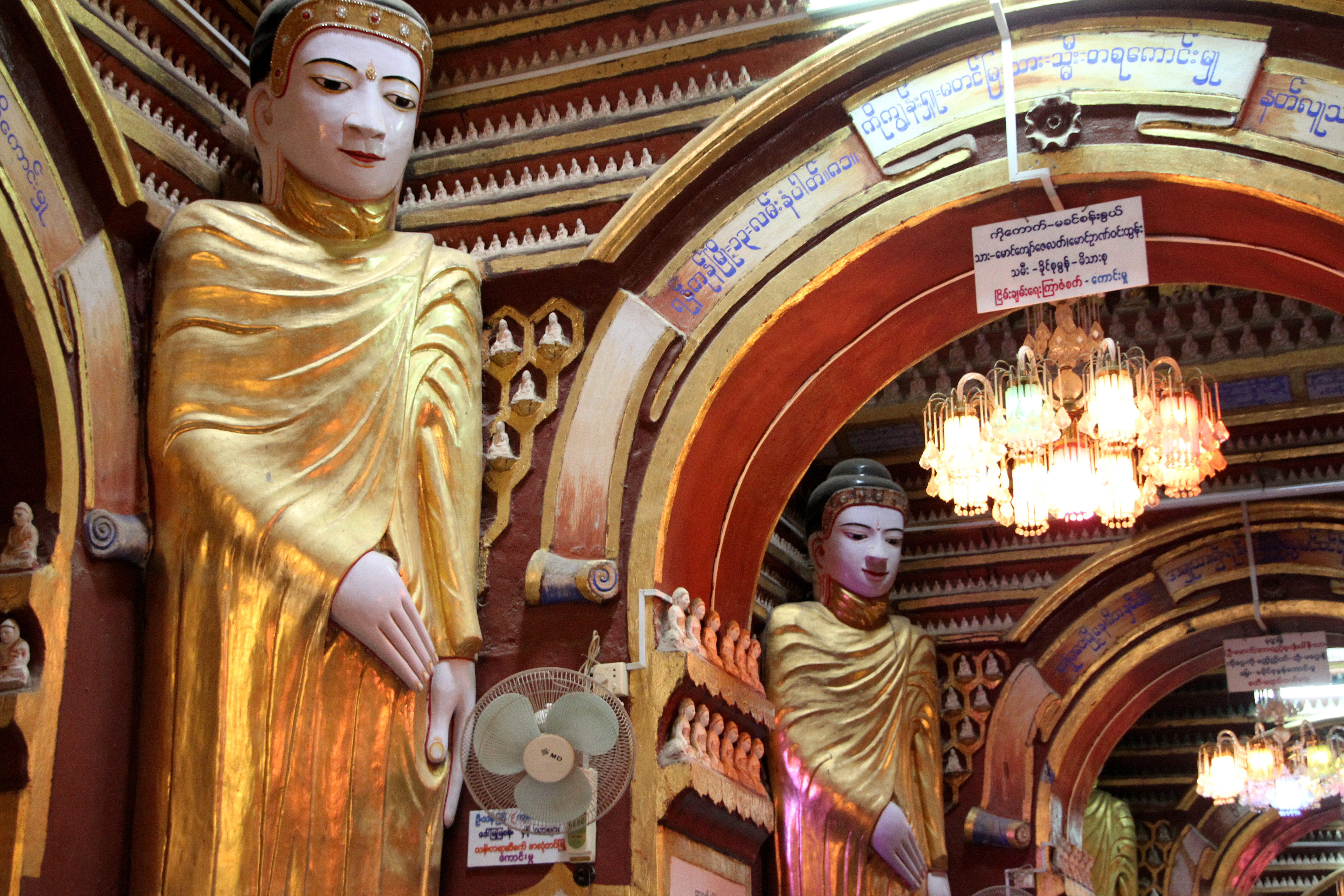
Thanboddhay pagoda
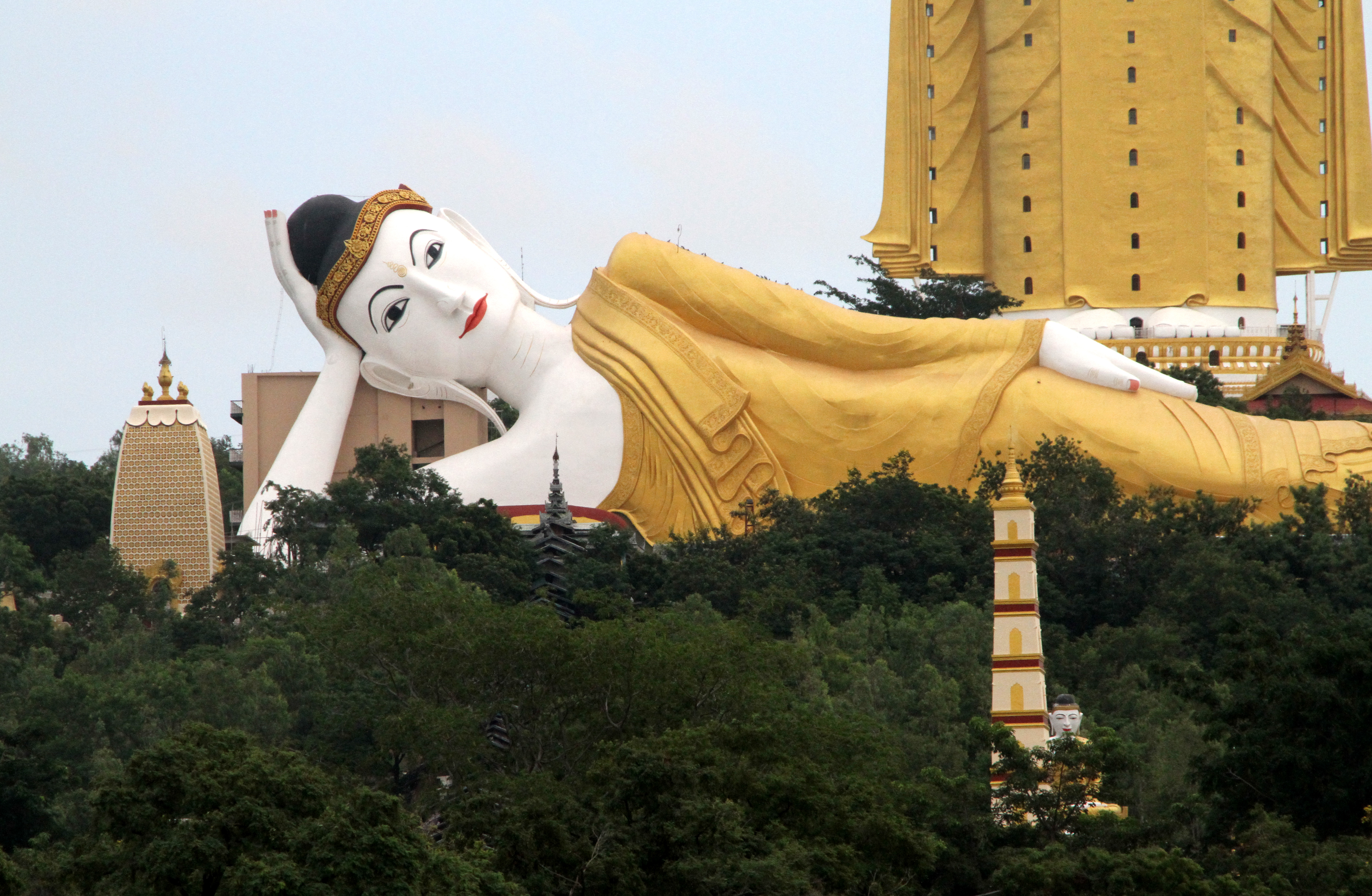
Po Khaung
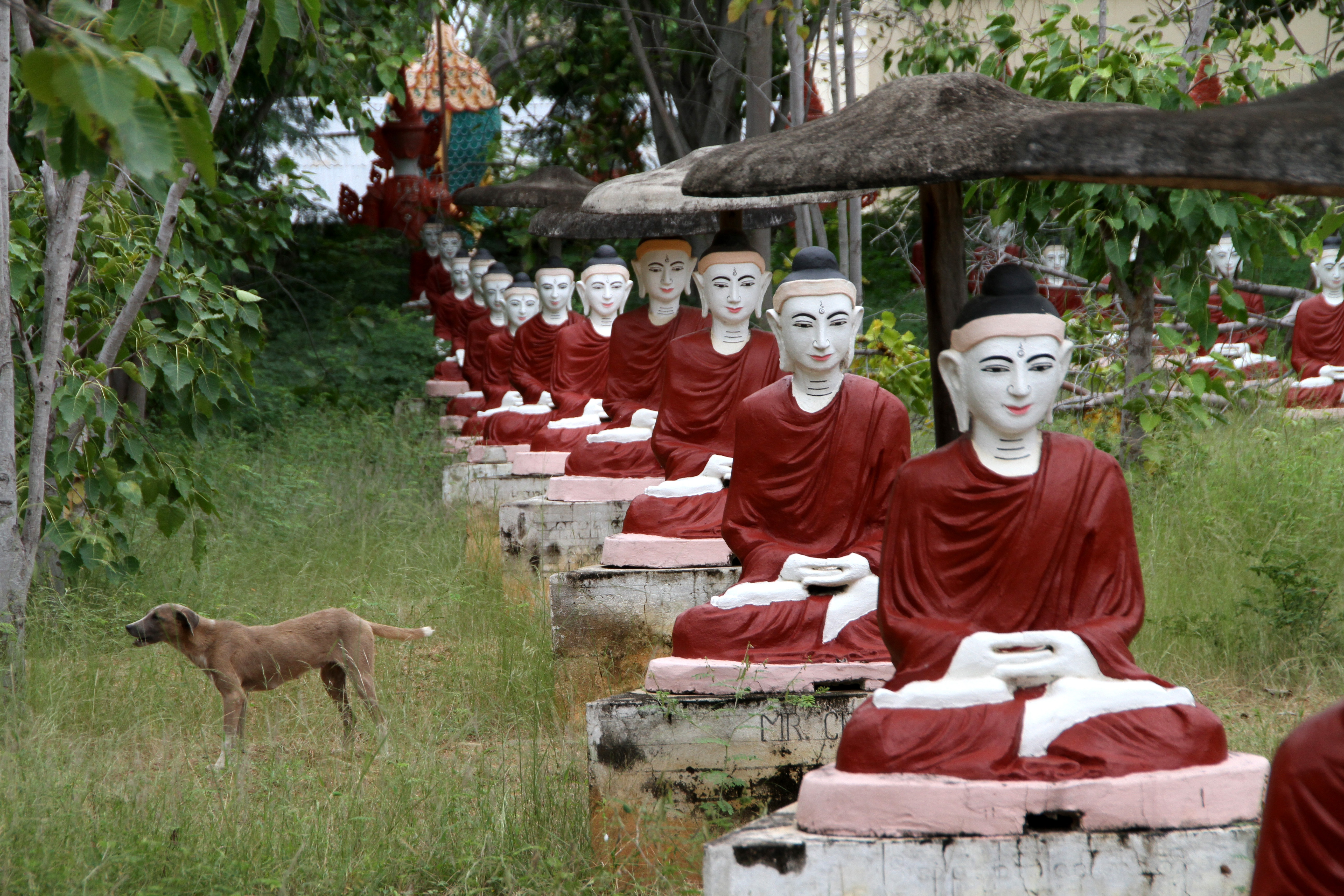
Po Khaung
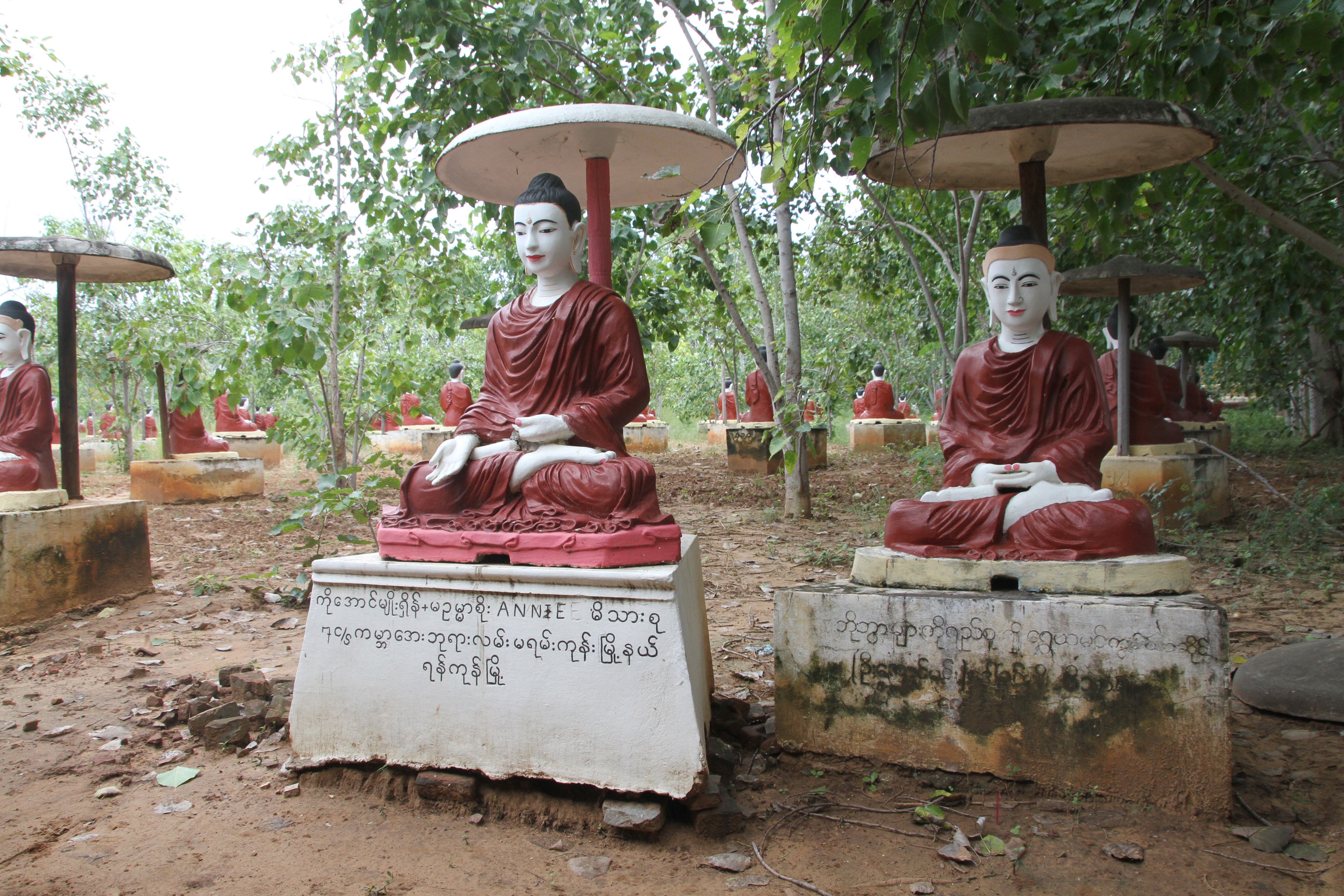
Po Khaung
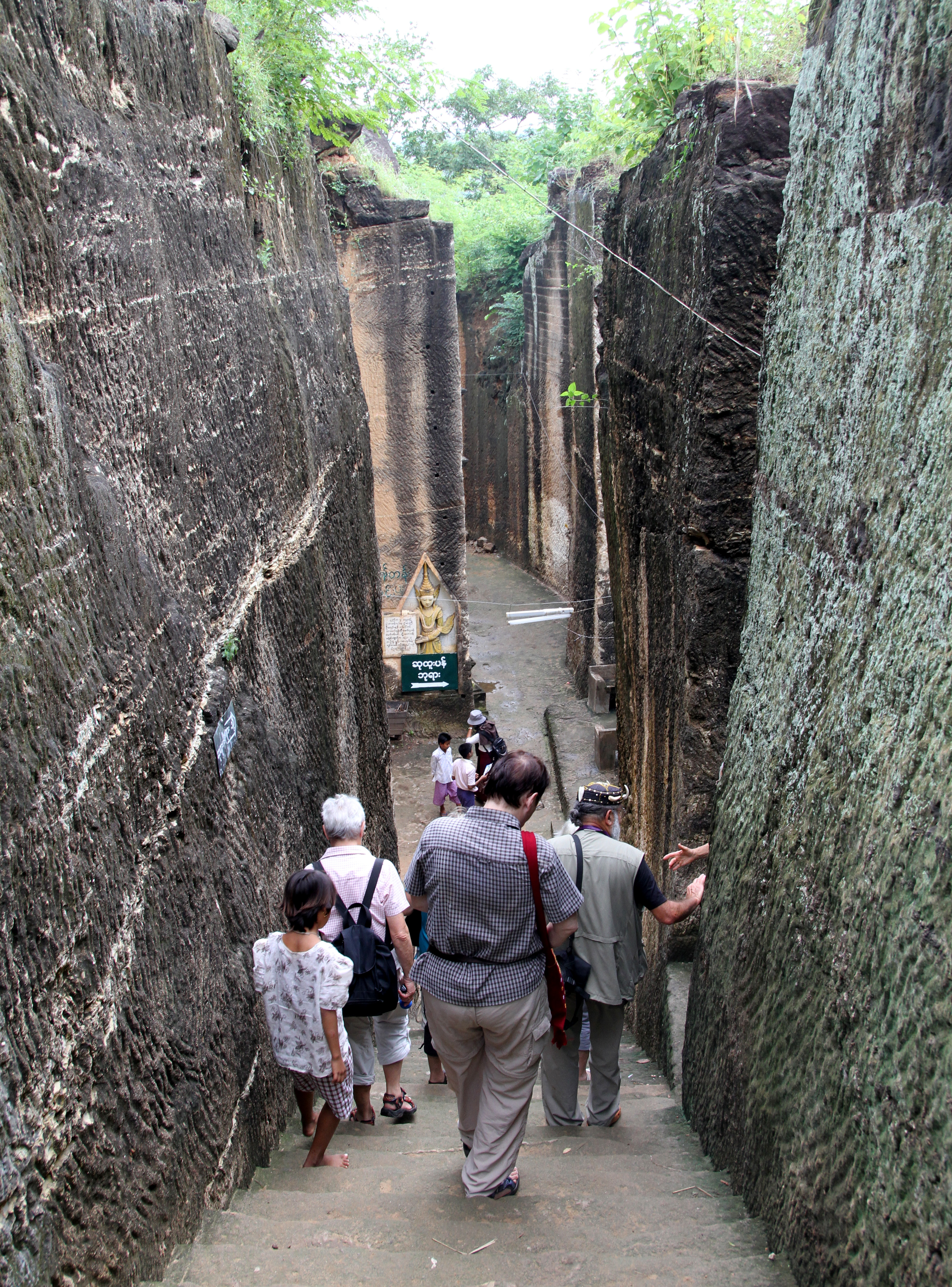
Shwe Ba Daung
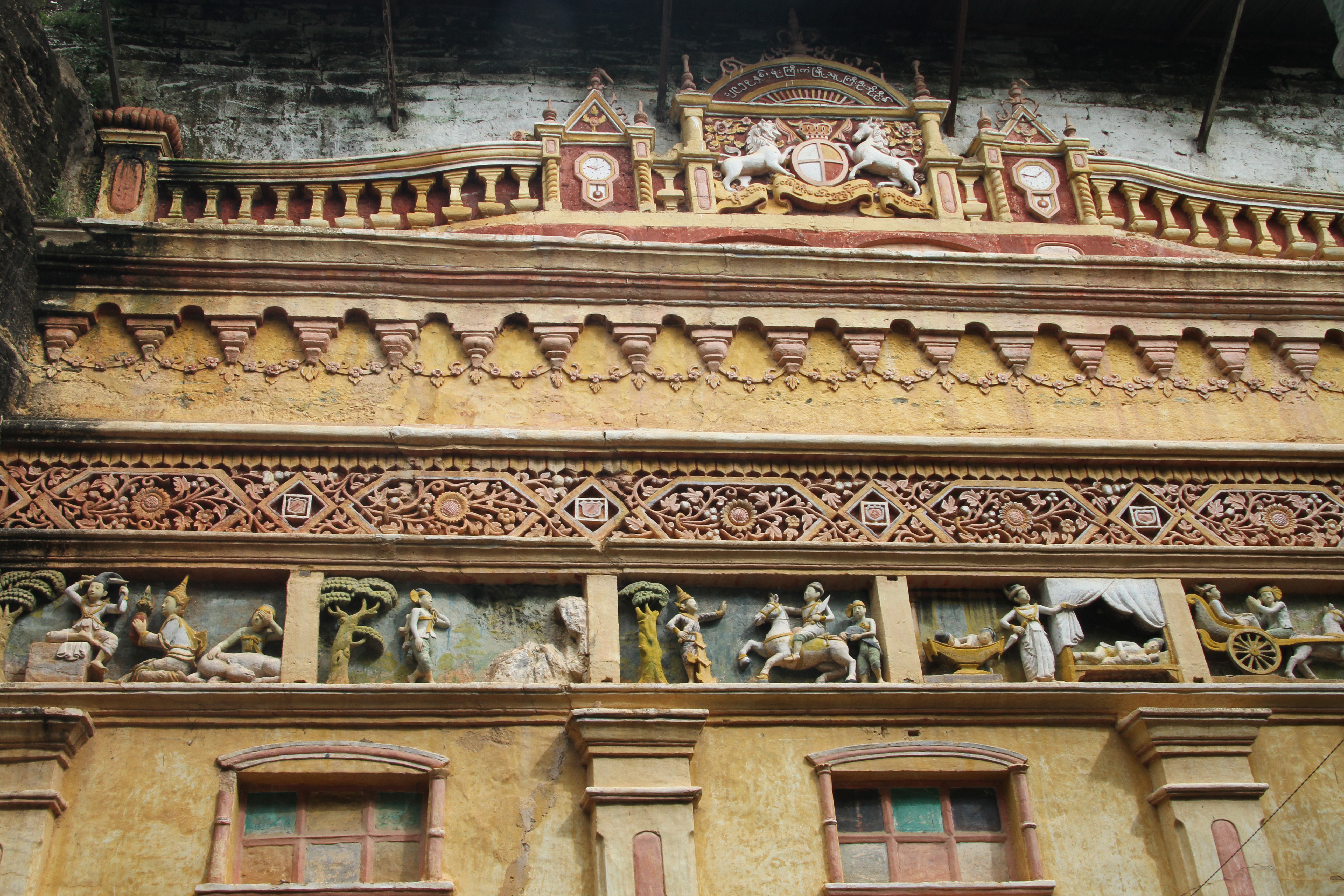
Shwe Ba Daung
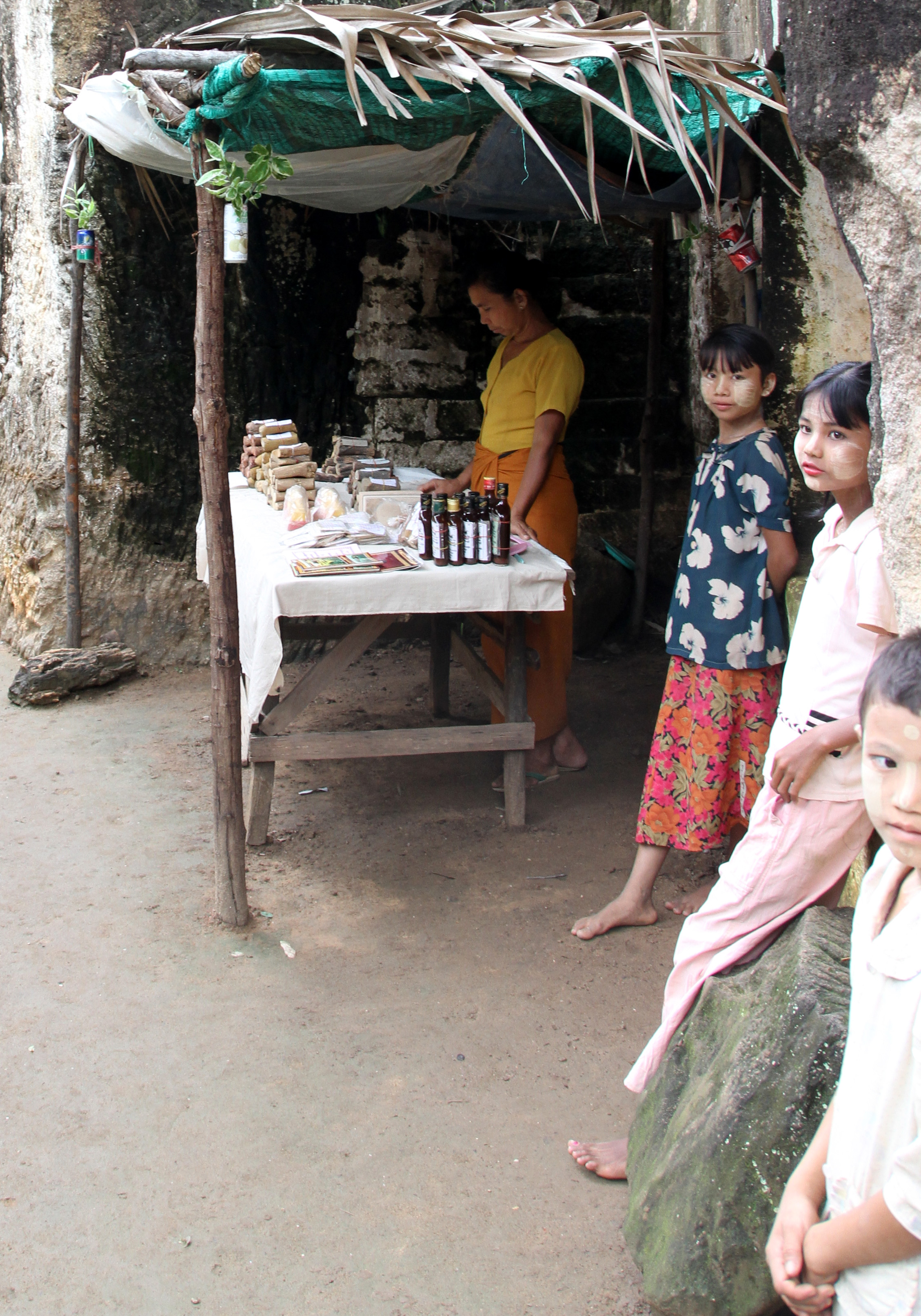
Shwe Ba Daung